# Jets de Winnipeg
Pour les articles homonymes, voir Jets de Winnipeg (homonymie).
Les Jets de Winnipeg évoluent dans la Ligue nationale de hockey et sont basés à Winnipeg, dans la province du Manitoba, au Canada à la suite du déménagement des Thrashers d'Atlanta. Elle a commencé ses activités lors de la saison 2011-2012. Le nom officiel de l'équipe est dévoilé le 24 juin 2011 lors du premier choix de repêchage de l'équipe. Le logo de l'équipe, quant à lui, est dévoilé le 22 juillet 2011. C'est actuellement la seule équipe de la ligue nationale de hockey basée dans le Manitoba et la septième au Canada avec les Flames de Calgary, les Oilers d'Edmonton, les Canadiens de Montréal, les Sénateurs d'Ottawa, les Maple Leafs de Toronto et les Canucks de Vancouver.

## Historique

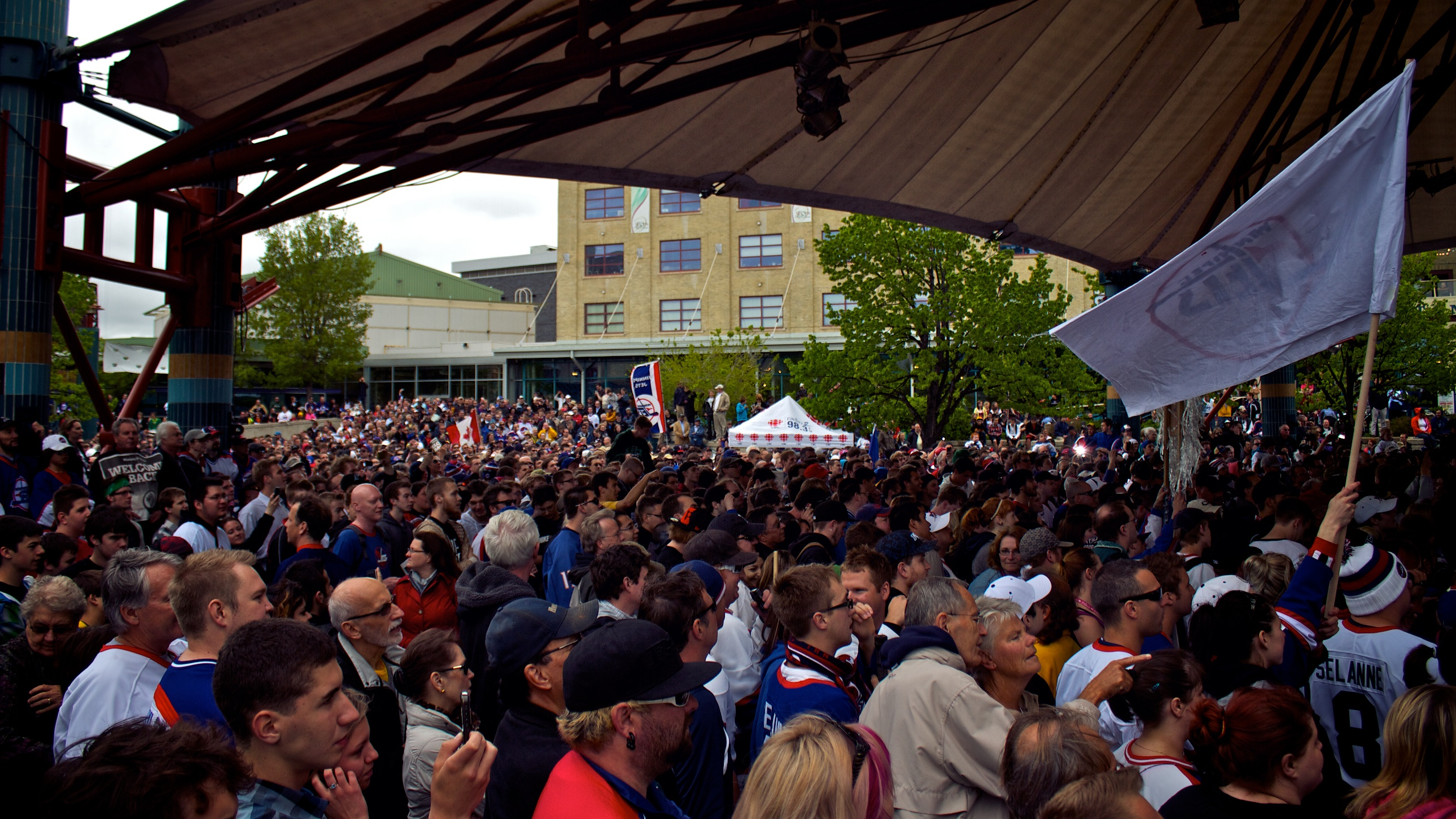
Foule réunie à Winnipeg pour l'annonce du déménagement de l'équipe vers le Manitoba.

Winnipeg a eu auparavant deux équipes de hockey sur glace nommées « Jets de Winnipeg » : Jets de Winnipeg (1972-1996), ancienne équipe de la LNH ayant déménagé à Phoenix pour devenir les Coyotes de Phoenix et les Jets de Winnipeg, équipe ayant évolué dans la Ligue de hockey de l'Ouest de 1964 à 1973 avant d'être renommée. Le choix du nouveau nom de cette franchise est donc historique.
L'existence de la nouvelle équipe de Winnipeg prend forme sous l'impulsion de True North Sports and Entertainment qui achète les Thrashers d'Atlanta en juin 2011. La Ligue nationale de hockey (LNH) donne son aval pour le déménagement de la franchise à Winnipeg. En effet, la délocalisation est unanimement approuvée par le Conseil des gouverneurs de la LNH le 21 juin 2011. Un des objectifs des nouveaux propriétaires de la franchise était de vendre 13 000 abonnements lors de la première saison sur une possibilité totale de 15 015 sièges disponibles. L'objectif est atteint en quelques jours seulement.
L'équipe joue ses matchs à domicile au Bell MTS Place dans le centre-ville de Winnipeg et continue à évoluer au sein de la Division Sud-Est dans l'Association de l'Est de la LNH lors des saisons 2011-2012 et 2012-2013. À partir de la saison 2013-2014, les Jets de Winnipeg rejoignent la division centrale dans l'Association de l'Ouest de la LNH.

### Premier match en saison régulière

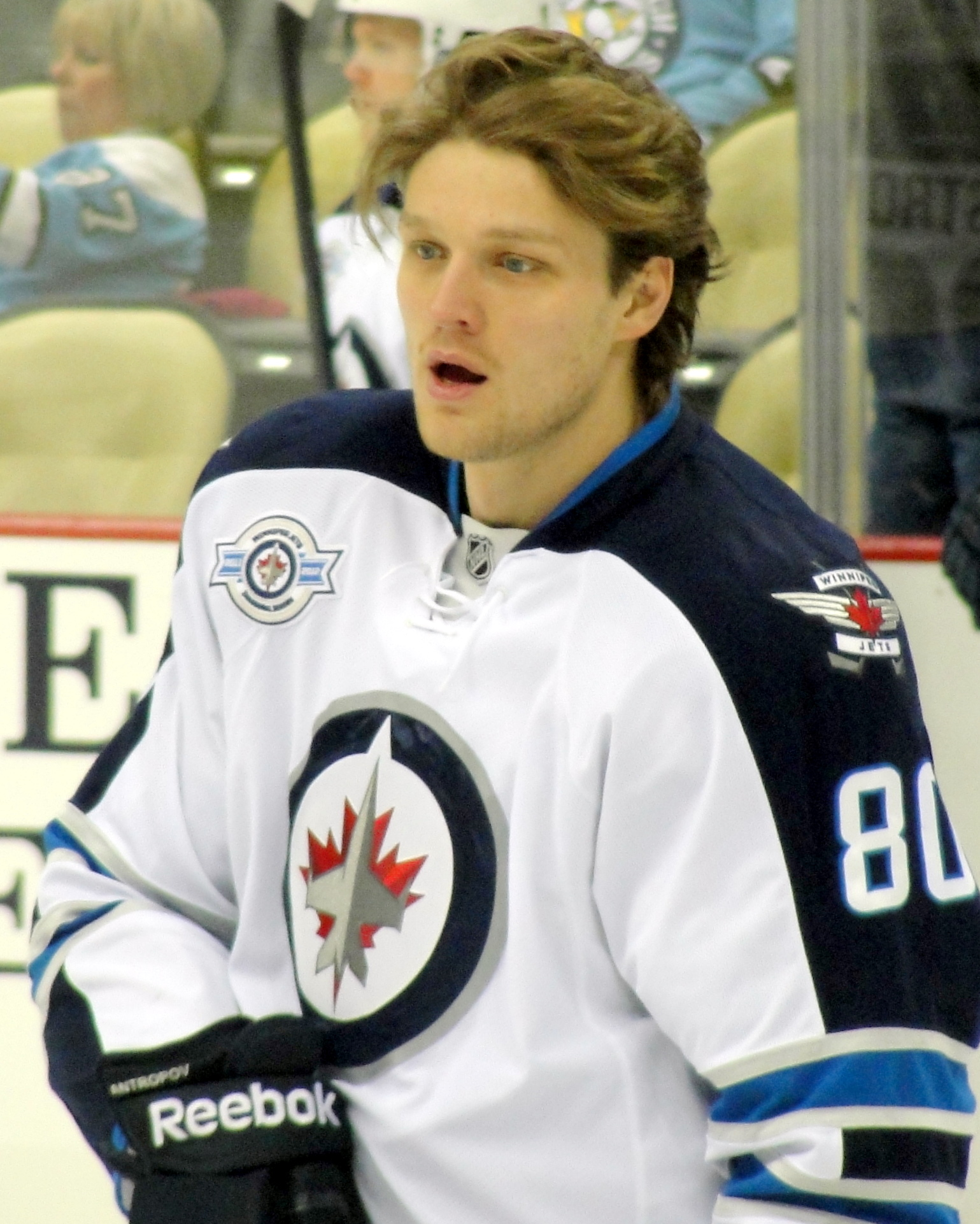
Nikolaï Antropov est le premier buteur de l'histoire des Jets

Le premier match joué par les Jets en saison régulière est joué contre les Canadiens de Montréal. Il s'agit alors de la confrontation entre la plus ancienne et la plus récente équipe de la Ligue nationale de hockey. Ce match se joue le 9 octobre 2011, au MTS Centre, le domicile des Jets. En prélude au match et après la présentation des joueurs de l'équipe, un honneur est rendu à Rick Rypien, joueur des Jets mort durant l'été. La mise au jeu protocolaire est alors faite par la mère de Rypien devant les deux capitaines des équipes, Brian Gionta et Andrew Ladd, ce dernier devenant ainsi le premier capitaine de l'histoire des nouveaux Jets. Le match se termine par une victoire des Canadiens sur le score de cinq à un, le seul but des Jets étant inscrit par Nikolaï Antropov devenant ainsi le premier buteur de la nouvelle franchise de la LNH. Malgré la défaite, les joueurs des Jets reçoivent une ovation à la fin du match.

### Retour dans l'Ouest
Avec le réalignement des équipes dans la Ligue nationale de hockey, l'équipe se joint à la Division Centrale de l'Association de l'Ouest pour le début de la saison 2013-2014.

## Diffuseurs
Bell Média a été le premier titulaire des droits médiatiques des Jets, dans le cadre d'une entente de 10 ans couvrant la radio et la télévision.
TSN est la chaîne de télévision régionale des Jets pour les jeux non diffusés par Sportsnet; les matchs sont télévisés sur TSN3 au Manitoba, en Saskatchewan, au Nunavut, dans les Territoires du Nord-Ouest (partagés avec les Flames de Calgary et les Oilers d'Edmonton à l'extérieur du Manitoba) et dans certaines parties du nord-ouest de l'Ontario (partagés avec les Maple Leafs de Toronto). Initialement, les jeux Jets étaient diffusés sur un flux dédié de TSN sur le marché de l'équipe, "TSN Jets", qui était vendu comme un service de télévision payante par abonnement distinct du réseau TSN national. En 2014, avec le réalignement de TSN dans les flux régionaux, les émissions de Jets ont été déplacées vers TSN3 et le canal distinct de TSN Jets a été abandonné. L'équipe a renouvelé ses droits de télévision avec TSN3 le 5 octobre 2020.
Dennis Beyak est la principale voix play-by-play des Jets, appelant les matchs sur TSN3. Il est rejoint par Kevin Sawyer ou Ray Ferraro, qui fournissent le commentaire en couleur, et la journaliste de la patinoire Sara Orlesky. Les tâches de commentaire couleur TSN3 étaient auparavant assurées par Shane Hnidy, qui a déménagé chez AT&T SportsNet Rocky Mountain pour couvrir les Golden Knights de Vegas en 2017.
CFRW, TSN Radio 1290, a été la radio phare de l'équipe de 2011 à 2020, avec Paul Edmonds en play-by-play aux côtés de Brian Munz. Ils ont parfois été rejoints par Beyak, qui a repris le play-by-play radio lorsque TSN3 n'est pas impliqué dans l'émission télévisée. Munz a également remplacé Beyak sur TSN3 lorsque ce dernier est absent pour d'autres missions.
Le 5 octobre 2020, il a été annoncé que Corus Entertainment assumerait les droits radio des Jets à partir de la saison 2020-2021 dans le cadre d'un contrat de sept ans. CJOB Global News Radio 680 et CJKR-FM Power 97 serviront de co-flagships, diffusant simultanément tous les jeux sur les radios AM et FM. Le nouvel accord marque le retour des Jets à CJOB, qui a historiquement servi de foyer radio pendant plusieurs périodes de leur incarnation originale.

## Identité de l'équipe
Le 22 juillet 2011, les logotypes de l'équipe sont dévoilés. Le logo principal représente un jet en gris au-devant d'une feuille d'érable rouge, le tout encerclé de blanc, bleu et gris. Le design reprend une partie du drapeau de l'Aviation royale canadienne et a été conçu en collaboration avec l'Aviation royale du Canada mais également la marque Reebok et la LNH. Deux logos secondaires sont également présentés et ont tous deux en commun la feuille d'érable et présentent le nom de la franchise.

Drapeau de l'Aviation royale canadienne.
Logo principal de l'équipe.
Logo secondaire de l'équipe.
Logo du 10e anniversaire de l'équipe.

## Joueurs et dirigeants

### Effectif actuel
| No    | Nom                  | Nat. | Position      | Arrivée                         | Salaire        |
| ----- | -------------------- | ---- | ------------- | ------------------------------- | -------------- |
| +033, | David Rittich        |      | Gardien       | 2022 - Agent libre              | +00900 000, $  |
| +037, | Connor Hellebuyck    |      | Gardien       | 2012 - Repêchage                | +06 166 666, $ |
| +002, | Dylan DeMelo         |      | Défenseur     | 2020 - Sénateurs d'Ottawa       | +03 000 000, $ |
| +004, | Neal Pionk           |      | Défenseur     | 2019 - Rangers de New York      | +05 875 000, $ |
| +005, | Brenden Dillon       |      | Défenseur     | 2021 - Capitals de Washington   | +03 900 000, $ |
| +044, | Joshua Morrissey – A |      | Défenseur     | 2013 - Repêchage                | +06 250 000, $ |
| +054, | Dylan Samberg        |      | Défenseur     | 2017 - Repêchage                | +00925 000, $  |
| +064, | Logan Stanley        |      | Défenseur     | 2016 - Repêchage                | +00900 000, $  |
| +077, | Kyle Capobianco      |      | Défenseur     | 2022 - Agent libre              | +00762 500, $  |
| +088, | Nate Schmidt         |      | Défenseur     | 2021 - Canucks de Vancouver     | +05 950 000, $ |
| +008, | Saku Maenalanen      |      | Ailier droit  | 2022 - Agent libre              | +00750 000, $  |
| +012, | Jansen Harkins       |      | Ailier gauche | 2015 - Repêchage                | +00850 000, $  |
| +017, | Adam Lowry – A       |      | Centre        | 2011 - Repêchage                | +03 250 000, $ |
| +019, | David Gustafsson     |      | Centre        | 2018 - Repêchage                | +00775 000, $  |
| +021, | Dominic Toninato     |      | Centre        | 2020 - Agent libre              | +00750 000, $  |
| +022, | Mason Appleton       |      | Centre        | 2022 - Kraken de Seattle        | +02 166 667, $ |
| +023, | Michael Eyssimont    |      | Centre        | 2021 - Agent libre              | +00750 000, $  |
| +026, | Blake Wheeler        |      | Ailier droit  | 2011 - Bruins de Boston         | +08 250 000, $ |
| +027, | Nikolaj Ehlers       |      | Ailier gauche | 2014 - Repêchage                | +06 000 000, $ |
| +036, | Morgan Barron        |      | Centre        | 2022 - Rangers de New York      | +00925 000, $  |
| +055, | Mark Scheifele – A   |      | Centre        | 2011 - Repêchage                | +06 125 000, $ |
| +071, | Axel Jonsson-Fjällby |      | Ailier gauche | 2022 - Ballottage               | +00750 000, $  |
| +080, | Pierre-Luc Dubois    |      | Ailier gauche | 2021 - Blue Jackets de Columbus | +06 000 000, $ |
| +081, | Kyle Connor          |      | Ailier gauche | 2015 - Repêchage                | +07 142 857, $ |
| +089, | Sam Gagner           |      | Centre        | 2022 - Agent libre              | +00750 000, $  |
| +091, | Cole Perfetti        |      | Centre        | 2020 - Repêchage                | +00894 167, $  |

### Numéros retirés
| No  | Joueur        | Position | Carrière  | Date du retrait |
| --- | ------------- | -------- | --------- | --------------- |
| 99* | Wayne Gretzky | Centre   | 1978-1999 | 6 février 2000  |

* Numéro retiré pour toutes les équipes par la LNH lors du 50e Match des étoiles.

### Capitaines
| Période     | Nom du ou des joueurs |
| ----------- | --------------------- |
| 2011-2016   | Andrew Ladd           |
| 2016-2022   | Blake Wheeler         |
| Depuis 2023 | Adam Lowry            |

### Entraîneurs
| No | Nom             | Engagement       | Départ           | Saison régulière | Saison régulière | Saison régulière | Saison régulière | Saison régulière | Saison régulière | Séries éliminatoires | Séries éliminatoires | Séries éliminatoires | Séries éliminatoires | Remarques |
| No | Nom             | Engagement       | Départ           | PJ               | V                | D                | DP               | P                | % V              | PJ                   | V                    | D                    | % V                  | Remarques |
| -- | --------------- | ---------------- | ---------------- | ---------------- | ---------------- | ---------------- | ---------------- | ---------------- | ---------------- | -------------------- | -------------------- | -------------------- | -------------------- | --------- |
| 1  | Claude Noël     | 24 juin 2011     | 12 janvier 2014  | 177              | 80               | 79               | 18               | 178              | 50,3             | -                    | -                    | -                    | -                    |           |
| 2  | Paul Maurice    | 12 janvier 2014  | 17 décembre 2021 | 601              | 315              | 224              | 62               | 692              | 57,6             | 39                   | 16                   | 23                   | 41,0                 |           |
| 3  | David Lowry     | 17 décembre 2021 | 2 mai 2022       | 54               | 26               | 22               | 6                | 58               | 53,7             | -                    | -                    | -                    | -                    |           |
| 4  | Richard Bowness | 3 juillet 2022   | 6 mai 2024       | 164              | 98               | 57               | 9                | 205              | 62,5             | 10                   | 2                    | 8                    | 20,0                 |           |
| 5  | Scott Arniel    | 24 mai 2024      |                  |                  |                  |                  |                  |                  |                  |                      |                      |                      |                      |           |

### Directeurs généraux
| No | Nom                | Engagement  | Départ | Remarques |
| -- | ------------------ | ----------- | ------ | --------- |
| 1  | Kevin Cheveldayoff | 8 juin 2011 |        |           |

### Repêchage des Jets

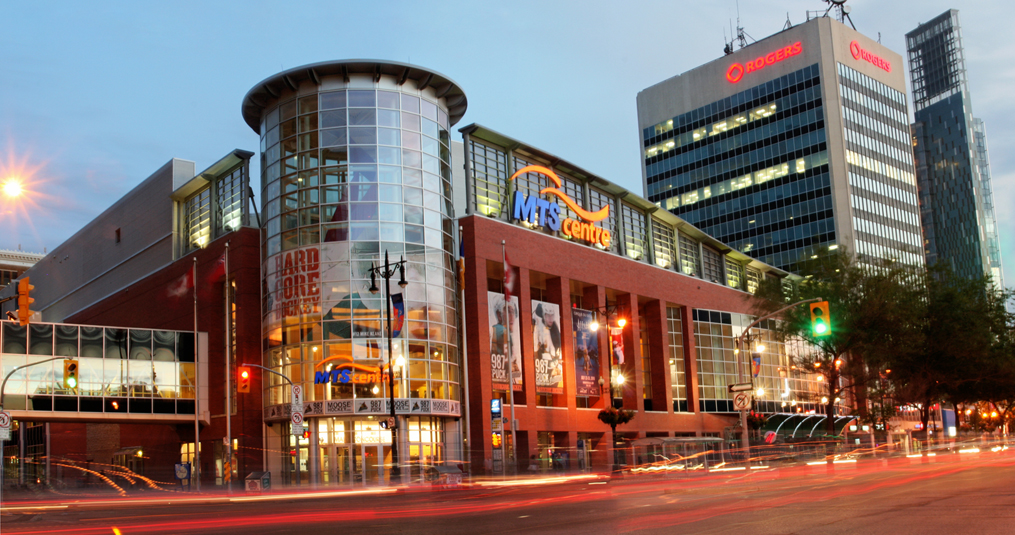
Le Canada Life Centre (15294 places) est la patinoire des Jets.

Chaque année et depuis 1963, les joueurs des ligues juniors ont la possibilité de signer des contrats avec les franchises de la LNH. Cette section présente par année le choix de premier tour de repêchage des Jets ainsi que l'équipe mineure dans laquelle ce joueur évoluait la saison précédant le repêchage. Si certaines années, les Jets ont eu plusieurs choix de premier tour, seul le premier des joueurs choisis est indiqué. Au contraire, si les Jets n'ont choisi leur premier joueur qu'après le premier tour, rien n'est indiqué.
| Année | Nom du joueur                 | Rang    | Équipe mineure (ligue)                          |
| ----- | ----------------------------- | ------- | ----------------------------------------------- |
| 2011  | Mark Scheifele                | 7e      | Colts de Barrie (LHO)                           |
| 2012  | Jacob Trouba                  | 9e      | USNTDP U18 (USHL)                               |
| 2013  | Joshua Morrissey              | 13e     | Raiders de Prince Albert (LHOu)                 |
| 2014  | Nikolaj Ehlers                | 9e      | Mooseheads d'Halifax (LHJMQ)                    |
| 2015  | Kyle Connor Jack Roslovic     | 17e 25e | Phantoms de Youngstown (USHL) États-Unis (USHL) |
| 2016  | Patrik Laine Logan Stanley    | 2e 18e  | Tappara (SM-Liiga) Spitfires de Windsor (LHO)   |
| 2017  | Kristian Vesalainen           | 24e     | Frölunda HC (SHL)                               |
| 2018  | Aucun                         | Aucun   | Aucun                                           |
| 2019  | Ville Heinola                 | 20e     | Lukko (liiga)                                   |
| 2020  | Cole Perfetti                 | 10e     | Spirit de Saginaw (LHO)                         |
| 2021  | Chaz Lucius                   | 18e     | USNTDP U18 (USHL)                               |
| 2022  | Rutger McGroarty Brad Lambert | 14e 30e | USNTDP U18 (USHL) Pelicans Lahti (liiga)        |

## Trophées de la LNH

### Trophées collectifs
Trophée des présidents
Il est remis pour la première fois à l'issue de la saison 1985-1986 à la meilleure équipe de la saison régulière. Depuis sa mise en place, les Jets remportent le trophée une fois :
- 2025